# کییوگا (اکلاهما)
کییوگا(به انگلیسی: Cayuga) شهری در ایالت اکلاهما کشور ایالات متحده آمریکا است که جمعیت آن در سرشماری سال ۲۰۱۰ میلادی، ۱۴۰ نفر بوده‌است.